# Cosmic Gate
Cosmic Gate est un groupe de trance allemand, composé de Claus Terhoeven et Stefan Bossems, originaire de Krefeld. Le 28 octobre 2009, DJ Magazine annonce le résultat de son Top 100 annuel dans lequel le duo du label Ultra Records Cosmic Gate atteint la 19e place. En 2010, le duo est classé 24e.
En 2015 le duo est classé 99e.

## Biographie
Au début des années 2000, leurs deux albums Rhythm and Drums et No More Sleep sont dans le top des charts d'album en Allemagne.
En 2005, Cosmic Gate sortent leur compilation mixée Back to Back vol. 2 chez Black Hole Recordings. Mais les temps changent : Cosmic Gate doivent faire face au recul de la hard trance. Ils réorientent alors leur style vers du son plus groovy (progressive, tech trance, electrance).

## Discographie

### Albums studio
- 2001 : Rythm and Drums
- 2002 : No More Sleep!
- 2006 : Earth Mover
- 2009 : Sign of the Times
- 2011 : Wake your Mind
- 2014 : Start to Feel
- 2017 : Materia Chapter.One

### Compilations mixées
- 2003 : Back 2 Back
- 2005 : Back 2 Back 2
- 2007 : Back 2 Back 3
- 2010 : Back 2 Back 4
- 2013 : Back 2 Back 5

### Singles
- The Drums (1999)
- Mental Atmosphere (1999)
- Fire Wire (2000)
- Somewhere Over The Rainbow (2000)
- Exploration of Space (2001)
- Melt to the Ocean (2001)
- The Truth (2002)
- Back To Earth (2002)
- Hardcore (2002)
- The Wave (2002)
- Raging (feat. Jan Johnston) (2002)
- Human Beings (2003)
- Different Concept EP Part 1 (2004)
- Different Concept EP Part 2 (2004)
- I Feel Wonderful (feat. Jan Johnston) (2005)
- The Drums 2005 (2005)
- Should Have Known (2006)
- Body Of Conflict (feat. Denise Rivera) (2007)
- Analog Feel (2007)
- A Day That Fades (feat. Roxanne Emery) (2008)
- Not Enough Time (feat. Emma Hewitt) (2009)
- FAV / Sign Of The Times (2009)
- Under Your Spell (feat. Aruna) (2009)
- Flatline (2009)
- Exploration of Space 2010 (2010)
- Be Your Sound (feat. Emma Hewitt) (2011)
- Flying Blind) (feat. JES) (2012)
- Over The Rainbow (2012)
- Wake Your Mind (2012)
- Storm Chaser (2013)
- Going Home (Club Mix feat. Emma Hewitt) (2015)

### Remixes
- Sash! - "Adelante" 1999
- U96 - Das Boot 2001 (Cosmic Gate Remix) 1999
- Green Court - Follow Me (Cosmic Gate Remix) 1999
- Green Court - Follow Me (Cosmic Gate Edit) 1999
- Miss Shiva - Dreams (Cosmic Gate Remix) 1999
- Beam vs. Cyrus & The Joker - Launch In Progress (Cosmic Gate Remix) 1999
- Bossi - To The Sky (Cosmic Gate Remix) 1999
- Taucher Science Fiction (Cosmic Gate Remix) 2000
- Der Verfall - Der Mussolini (Cosmic Gate Remix) 2000
- E Nomine - E Nomine (Cosmic Gate Remix) 2000
- Aquagen - Lovemachine (Cosmic Gate Remix) 2000
- Balloon - Monstersound (Cosmic Gate Mix) 2000
- Beam & Yanou - Sound Of Love (Cosmic Gate Remix) 2000
- Talla 2XLC - World In My Eyes (Cosmic Gate Remix) 2001
- Blank & Jones - DJs, Fans & Freaks (Cosmic Gate Remix) 2001
- Safri Duo - Samb-Adagio (Cosmic Gate Remix) 2001
- Vanessa-Mae - White Bird (Cosmic Gate Remix) 2001
- Green Court - Inside Your Gates (Cosmic Gate Remix) 2001
- Tiësto - Suburban Train (Cosmic Gate Remix) 2001
- George Acosta - World In My Eyes (Cosmic Gate Remix) 2001
- Ferry Corsten - Punk (Cosmic Gate Remix) 2002
- Rank 1 - Awakening (Cosmic Gate Remix) 2002
- 4 Strings - Diving (Cosmic Gate Remix) 2002
- DuMonde - God Music (Cosmic Gate Remix) 2002
- Sioux - Pho (Cosmic Gate Remix) 2002
- Svenson & Gielen - Answer the Question (Cosmic Gate Remix) 2002
- Age of Love - The Age of Love (Cosmic Gate Remix) 2004
- Beam - Amun (Cosmic Gate Mix) 2004
- C.Y.B - Now (Cosmic Gate Remix) 2005
- 64 Bit - Virtual Discotech 1.0 (Cosmic Gate Remix) 2005
- Vincent De Moor - Fly Away (2007)
- Armin van Buuren vs. Rank 1 - "This World Is Watching Me" 2007
- Kirsty Hawkshaw Meets Tenishia - Outsiders (Cosmic Gate Remix) 2007
- Tiësto Feat. JES - Everything (Cosmic Gate Remix) 2007
- Cosmic Gate - Body Conflict (Cosmic Gate Club Mix) 2007
- Vincent De Moor - Fly Away (Cosmic Gate Remix) 2007
- Messler - Prepare (Cosmic Gate B2B3 Edit) 2007
- Cosmic Gate - Fire Wire (Cosmic Gate B2B3 Reconstruction) 2007
- Filo & Peri ft. Eric Lumiere - Anthem (Nic Chagall Remix) 2007
- Veracocha - Carte Blanche (Cosmic Gate Remix) 2008
- OceanLab - Sirens of the Sea (Cosmic Gate Remix) 2008
- Deadmau5 - Clockwork (Cosmic Gate Remix) 2008
- Armin van Buuren feat. Cathy Burton - Rain (Cosmic Gate Remix) 2009
- John O'Callaghan feat. Sarah Howells - Find Yourself (Cosmic Gate Remix) 2009
- Fabio XB & Ronnie Play feat. Gabriel Cage - Inside Of You (Cosmic Gate Remix) 2009
- Paul Van Dyk ft. John McDaid - Home (Cosmic Gate Remix) 2009
- Markus Schulz pres. Dakota - Sin City (Cosmic Gate Remix) 2009
- Kyau & Albert - I Love You (Cosmic Gate Remix) 2009
- Jes - Lovesong (Cosmic Gate Remix) 2009
- James Horner & Leona Lewis - I See You [ Avatar Main Theme ] (Cosmic Gate Remix) 2010
- Andrew Bennett feat. Sir Adrian - Run Till U Shine (Cosmic Gate Remix) 2010